# セブンティーンクラブ
セブンティーン・クラブは、1984年にミス・セブンティーンコンテストに出場して特別賞を受賞した、柴田くに子（後の森丘祥子）、木村亜希（後の亜希）、工藤静香の3人で結成された女性アイドルグループ。コンテスト応募総数史上最多の18万325人の中から選出された。

## 略歴
1985年1月21日に、エスビー食品のスナック菓子「鈴木くん」「佐藤くん」のCMソング「ス・キ・ふたりとも!」でCBS・ソニーからデビュー。同年8月25日にサンプラザ中野作詞のセカンドシングル「バージン・クライシス」を発売。工藤が脱退し、柴田と木村の2人で活動するも程なく解散。デビューから1年足らずの活動であった。
担当ディレクターは、「まりちゃんズ」や「藤岡藤巻」としても活動した藤岡孝章。藤岡は「人を見る目がない」という自身のエピソードのひとつとして、「センターを工藤さんじゃない人（センターは柴田だった）にした」と語ったことがある。
翌1986年、木村はB・C・Gのメンバー、工藤はおニャン子クラブのメンバーとなり、柴田は1990年に森丘祥子の芸名でソロ歌手となった。活動当時は人気が得られなかったアイドルグループであるが、後に工藤が歌手として成功したこと、木村がプロ野球選手の清原和博と結婚したことでメディアに取り上げられ、回想される機会が増えた。
工藤がテレビ番組で司会者から「（現在も）セブンティーン・クラブの方との付き合いはありますか?」と質問され、「一人とは（ある）」と答えている（後に清原と木村の結婚を本人から聞いた事を明かしている）。

## メンバー
| 氏名                         | 生年月日              | 出身地                             | 備考                                                                                   |
| ---------------------------- | --------------------- | ---------------------------------- | -------------------------------------------------------------------------------------- |
| 柴田くに子 （しばた くにこ） | 1967年8月5日（57歳）  | 岐阜県岐阜市                       | 1990年に森丘祥子（もりおか しょうこ）として歌手デビュー。                              |
| 木村亜希 （きむら あき）     | 1969年4月14日（55歳） | 福井県福井市                       | 現：亜希。 解散後、B・C・Gのメンバーを経て、現在はモデルとして活動。                   |
| 工藤静香 （くどう しずか）   | 1970年4月14日（54歳） | 東京都西多摩郡羽村町（現・羽村市） | 解散後、おニャン子クラブやうしろ髪ひかれ隊のメンバーを経て、1987年から歌手として活動。 |

## 楽曲
- グループ単体でのアルバムは発売されていないが、2009年に発売された『アイドル・ミラクルバイブルシリーズ ガールグループ』にすべての楽曲が収録されている。

### シングル
| 枚          | 発売日        | タイトル                                                                                    | c/w                                                     | オリコン最高位 |
| CBS・ソニー | CBS・ソニー   | CBS・ソニー                                                                                 | CBS・ソニー                                             | CBS・ソニー    |
| ----------- | ------------- | ------------------------------------------------------------------------------------------- | ------------------------------------------------------- | -------------- |
| 1st         | 1985年1月21日 | ス・キ・ふたりとも! (鈴木くんと佐藤くんのテーマ) 作詞：売野雅勇 作曲：木森敏之 編曲：新川博 | 春の嵐 作詞：売野雅勇 作曲：木森敏之 編曲：新川博       | 圏外           |
| 2nd         | 1985年8月25日 | バージン・クライシス 作詞：サンプラザ中野 作曲・編曲：つのごうじ                            | 不思議な帰れNight 作詞：梅本洋一 作曲・編曲：つのごうじ | 圏外           |

### タイアップ曲
| 楽曲                                             | タイアップ                                | 収録作品                                                     |
| ------------------------------------------------ | ----------------------------------------- | ------------------------------------------------------------ |
| ス・キ・ふたりとも! (鈴木くんと佐藤くんのテーマ) | S&Bスナック「鈴木くん・佐藤くん」CMソング | シングル「ス・キ・ふたりとも! (鈴木くんと佐藤くんのテーマ)」 |